# Maria Luigia Pizzoli
Maria Luigia Pizzoli (Bolonia, 10 de febrero de 1817-13 de enero de 1838) fue una pianista y compositora italiana. Recibió póstumamente el honor de Maestro di Contrappunto.

## Biografía
Maria Luigia Pizzoli nació en Bolonia en 1817, hija única del noble boloñés Gaetano Luigi Pizzoli y Cristina Baldini de Rávena, en aquel momento recientemente devastados por la muerte de dos niños pequeños. Sus padres cuidaron mucho su educación y la pequeña dio muestras de sobresalir en el aprendizaje de idiomas, el estudio de historia y la música.
Inicialmente tomó lecciones de piano de conocidos maestros de las escuelas boloñesas. Bajo la dirección de Giuseppe Pilotti, maestro de capilla de la Basílica de San Petronio y profesor de contrapunto en el Liceo Musicale de Bolonia, después de sólo 18 meses de estudio, Pizzoli demostró que era capaz de componer preludios cortos. Luego fue dirigida por el maestro, asombrado por su habilidad, según las enseñanzas de contrapunto del más famoso músico y compositor Gaetano Magazzari.
Maria Luigia Pizzoli rápidamente se reveló no sólo como una hábil pianista, sino también como compositora. El 2 de diciembre de 1836, una de sus sinfonías fue interpretada en el teatro privado Loup por la orquesta dirigida por el primer violín Giuseppe Manetti, quien en un artículo publicado en una revista especializada de Bolonia comentó lo siguiente: «Es un género que apacigua incluso los más aprensivos; porque, en medio de un trabajo muy estudiado, nunca se olvida esa melodía que exige el oído italiano, y que forma el encanto de la música. ¡Honor a usted y al Sr. Gaetano Magazzari, que es su maestro!».
En 1837, a la edad de diecinueve años, fue invitada por el director de la Sociedad de Casino de Bolonia a acompañar al más grande arpista de Italia. Así hizo su primera aparición como pianista, junto al arpa de manera admirable, y como compositora, interpretando una sonata a cuatro manos, escrita por ella misma, acompañada por Gaetano Corticelli.
Al día siguiente los periódicos abundaron en elogios por su actuación y su talento. Justo cuando su fama alcanzaba su punto máximo, sufrió una grave enfermedad cardíaca, que le duró unos dos años, y que afrontó «con lástima y resignación».
Como último deseo, antes de su muerte, para fomentar el arte que amaba, estableció un premio perpetuo en efectivo, asignado por la Sociedad Filarmónica a la mejor fuga compuesta por jóvenes estudiantes en el examen de contrapunto del Liceo Musicale de Bolonia, especificando que tanto hombres como mujeres podrían presentarse a esta prueba.
Murió el 13 de enero de 1838, tres días después de dictar testamento, dejando gran cantidad de obras, a pesar de su corta vida. Una edición de estos se imprimió en Milán en 1840.
Su lápida, en el cementerio de Certosa, ubicada en el pórtico noreste del Claustro V del cementerio, reza lo siguiente: «Aquí reposa María Luigia Pizzoli, una joven de muy raro talento, culta en letras, compositora de música, pianista incomparable. Académica honoraria de la Filarmónica, primera instituyente del premio anual perpetuo para estudiantes de contrapunto en su escuela secundaria natal. Sufrió una dolorosa enfermedad durante dos años y murió a la edad de veinte años, el 13 de enero de 1838».
Un mes después de su muerte, los profesores de Bolonia interpretaron su sinfonía en un concierto conmemorativo en el Teatro del Corso.